# Taça dos Clubes Campeões Europeus de 1956–57
A Taça dos Clubes Campeões Europeus de 1956–57 foi a segunda edição do principal torneio de clubes da Europa. Foi vencida novamente pelo Real Madrid que derrotou a ACF Fiorentina no Estádio Santiago Bernabéu, em Madrid em 30 de Maio de 1957 pelo placar de 2 a 0.
Após o grande sucesso do primeiro torneio, seis novas nações enviaram seus respectivos representantes, foram elas: Bulgária, Tchecoslováquia, Inglaterra, Luxemburgo, Romênia e Turquia. A Liga Inglesa que não permitiu a entrada do Chelsea na edição anterior, continuou com a sua posição de que a Taça dos Campeões Europeus era uma distração para com os torneios locais; no entanto, contra os desejos da Liga, o Manchester United participou da competição como atuais campeões Inglês, tornando-se a primeira equipe do país a jogar o Torneio. Um lugar adicional foi concedido ao Real Madrid como atual campeão, ocupando o local deixado pelo Saare após sua reunificação com a Alemanha Ocidental.

## Primeira fase
| Equipe 1              | Total  | Equipe 2            | Ida   | Volta  | Playoff | Ref |
| --------------------- | ------ | ------------------- | ----- | ------ | ------- | --- |
| AGF Århus             | 2 – 6  | Nice                | 1 – 1 | 1 – 5  | x       |     |
| Porto                 | 3 – 5  | Athletic Bilbao     | 1 – 2 | 2 – 3  | x       |     |
| Anderlecht            | 0 – 12 | Manchester United   | 0 – 2 | 0 – 10 | x       |     |
| Borussia Dortmund     | 5 – 5  | CA Spora Luxembourg | 4 – 3 | 1 – 2  | 7 – 0   |     |
| Dínamo Bucareste      | 4 – 3  | Galatasaray         | 3 – 1 | 1 – 2  | x       |     |
| Slovan UNV Bratislava | 4 – 2  | Legia Warszawa      | 4 – 0 | 0 – 2  | x       |     |

## Segunda fase
| Equipe 1              | Total  | Equipe 2          | Ida   | Volta | Playoff | Ref |
| --------------------- | ------ | ----------------- | ----- | ----- | ------- | --- |
| Athletic Bilbao       | 6 – 5  | Honvéd            | 3 – 2 | 3 – 3 | x       |     |
| Manchester United     | 3 – 2  | Borussia Dortmund | 3 – 2 | 0 – 0 | x       |     |
| Fiorentina            | 2 – 1  | IFK Norrköping    | 1 – 0 | 1 – 1 | x       |     |
| Slovan UNV Bratislava | 1 – 2  | Grasshopper-Club  | 1 – 0 | 0 – 2 | x       |     |
| Real Madrid           | 5 – 5  | Rapid Viena       | 4 – 2 | 1 – 3 | 2 – 0   |     |
| Rangers               | 3 – 3  | Nice              | 2 – 1 | 1 – 2 | 1 – 3   |     |
| Rapid JC              | 3 – 6  | Estrela Vermelha  | 3 – 4 | 0 – 2 | x       |     |
| PFC CSKA Sofia        | 10 – 4 | Dínamo Bucareste  | 8 – 1 | 2 – 3 | x       |     |

## Quartas de final
| Equipe 1         | Total | Equipe 2          | Ida   | Volta | Ref |
| ---------------- | ----- | ----------------- | ----- | ----- | --- |
| Athletic Bilbao  | 5 – 6 | Manchester United | 5 – 3 | 0 – 3 |     |
| Fiorentina       | 5 – 3 | Grasshopper-Club  | 3 – 1 | 2 – 2 |     |
| Real Madrid      | 6 – 2 | Nice              | 3 – 0 | 3 – 2 |     |
| Estrela Vermelha | 4 – 3 | PFC CSKA Sofia    | 3 – 1 | 1 – 2 |     |

### Jogos de ida
| 16 de janeiro de 1957 | Athletic Bilbao                                               | 5 – 3     | Manchester United                                       | San Mamés, Bilbau                     |
|                       | Uribe 2', 28' · Marcaida 43' · Merodio 73' · José Artetxe 78' | Relatório | Tommy Taylor 48' · Dennis Viollet 54' · Liam Whelan 85' | Público: 36 737 Árbitro: Albert Dusch |

| 6 de fevereiro de 1957 | Fiorentina                   | 3 – 1     | Grasshopper  | Artemio Franchi, Florença              |
|                        | Segato 3' · Taccola 10', 12' | Relatório | Ballaman 31' | Público: 10 000 Árbitro: Fritz Seipelt |

| 14 de fevereiro de 1957 | Real Madrid                   | 3 – 0     | Nice | Santiago Bernabéu, Madri                |
|                         | Joseíto 18' · Mateos 49', 72' | Relatório |      | Público: 110 000 Árbitro: Gérard Versyp |

| 17 de fevereiro de 1957 | Estrela Vermelha             | 3 – 1     | CSKA Sofia | Estádio Partizan, Belgrado              |
|                         | Kostić 6', 25' · Popović 53' | Relatório | Yanev 88'  | Público: 33 000 Árbitro: Riccardo Pieri |

### Jogos de volta
| 6 de fevereiro de 1957 | Manchester United                    | 3 – 0     | Athletic Bilbao | Old Trafford, Manchester              |
|                        | Viollet 42' · Taylor 70' · Berry 85' | Relatório |                 | Público: 70 000 Árbitro: Albert Dusch |

Manchester United ganhou por 6–5 no total
| 27 de fevereiro de 1957 | Grasshopper                      | 2 – 2     | Fiorentina                | Estádio Hardturm, Zurique              |
|                         | Ballaman 25' · Vukosavljević 85' | Relatório | Julinho 7' · Montuori 52' | Público: 18 000 Árbitro: Fritz Seipelt |

Fiorentina ganhou por 5–3 no agregado
| 14 de março de 1957 | Nice                        | 2 – 3     | Real Madrid                       | Stade du Ray, Nice                    |
|                     | Foix 15' · Ferry 82' (pen.) | Relatório | Joseíto 45' · Di Stéfano 50', 79' | Público: 21 724 Árbitro: John Husband |

O Real Madrid ganhou por 6–2 no agregado
| 24 de fevereiro de 1957 | CSKA Sofia                         | 2 – 1     | Estrela Vermelha | Vasil Levski, Sofia                       |
|                         | Bozhkov 22' (pen.) · Panayotov 39' | Relatório | Tasić 29' (pen.) | Público: 50 000 Árbitro: Nikolai Latyshev |

Estrela Vermelha ganhou por 4–3 no agregado

## Semifinais
| Equipe 1         | Total | Equipe 2          | Ida   | Volta | Ref |
| ---------------- | ----- | ----------------- | ----- | ----- | --- |
| Real Madrid      | 5 – 3 | Manchester United | 3 – 1 | 2 – 2 |     |
| Estrela Vermelha | 0 – 1 | Fiorentina        | 0 – 1 | 0 – 0 |     |

### Jogos de ida
| 3 de abril de 1957 | Estrela Vermelha | 0 – 1     | Fiorentina | Estádio Partizan, Belgrado              |
|                    |                  | Relatório | Prini 88'  | Público: 40 000 Árbitro: Albert Alsteen |

| 11 de abril de 1957 | Real Madrid                            | 3 – 1     | Manchester United | Santiago Bernabéu, Madri                       |
|                     | Rial 61' · Di Stéfano 63' · Mateos 83' | Relatório | Taylor 82'        | Público: 120 000 Árbitro: Leopold Sylvain Horn |

### Jogos de volta
| 18 de abril de 1957 | Fiorentina | 0 – 0     | Estrela Vermelha | Artemio Franchi, Florença               |
|                     |            | Relatório |                  | Público: 70 000 Árbitro: Klaas Schipper |

Fiorentina venceu por 1–0 no agregado
| 25 de abril de 1957 | Manchester United         | 2 – 2     | Real Madrid         | Old Trafford, Manchester                 |
|                     | Taylor 62' · Charlton 85' | Relatório | Kopa 25' · Rial 33' | Público: 65 000 Árbitro: Marcel Lequesne |

O Real Madrid venceu por 5–3 no agregado

## Final
| 30 de maio de 1957 | Real Madrid                       | 2 – 0 | Fiorentina | Santiago Bernabéu, Madri                           |
|                    | Di Stéfano 70' (pen.) · Gento 76' |       |            | Público: 124 000 Árbitro: NED Leopold Sylvain Horn |

## Artilheiros
| Pos. | Jogador            | Equipe            | Gols |
| ---- | ------------------ | ----------------- | ---- |
| 1    | Dennis Viollet     | Manchester United | 9    |
| 2    | Tommy Taylor       | Manchester United | 8    |
| 3    | Alfredo Di Stéfano | Real Madrid       | 7    |
| 4    | Alfred Preißler    | Borussia Dortmund | 6    |
| 5    | José Artetxe       | Athletic Bilbao   | 5    |
| 5    | Jacques Foix       | Nice              | 5    |
| 5    | Bora Kostić        | Estrela Vermelha  | 5    |
| 8    | Jacky Faivre       | Nice              | 4    |
| 8    | Ivan Petkov Kolev  | CDNA Sofia        | 4    |
| 10   | Marc Boreux        | Spora Luxembourg  | 3    |
| 10   | Ernst Happel       | Rapid Viena       | 3    |
| 10   | Joseíto            | Real Madrid       | 3    |
| 10   | Alfred Kelbassa    | Borussia Dortmund | 3    |
| 10   | Enrique Mateos     | Real Madrid       | 3    |
| 10   | Armando Merodio    | Athletic Bilbao   | 3    |
| 10   | Billy Whelan       | Manchester United | 3    |